# Micranthes nivalis

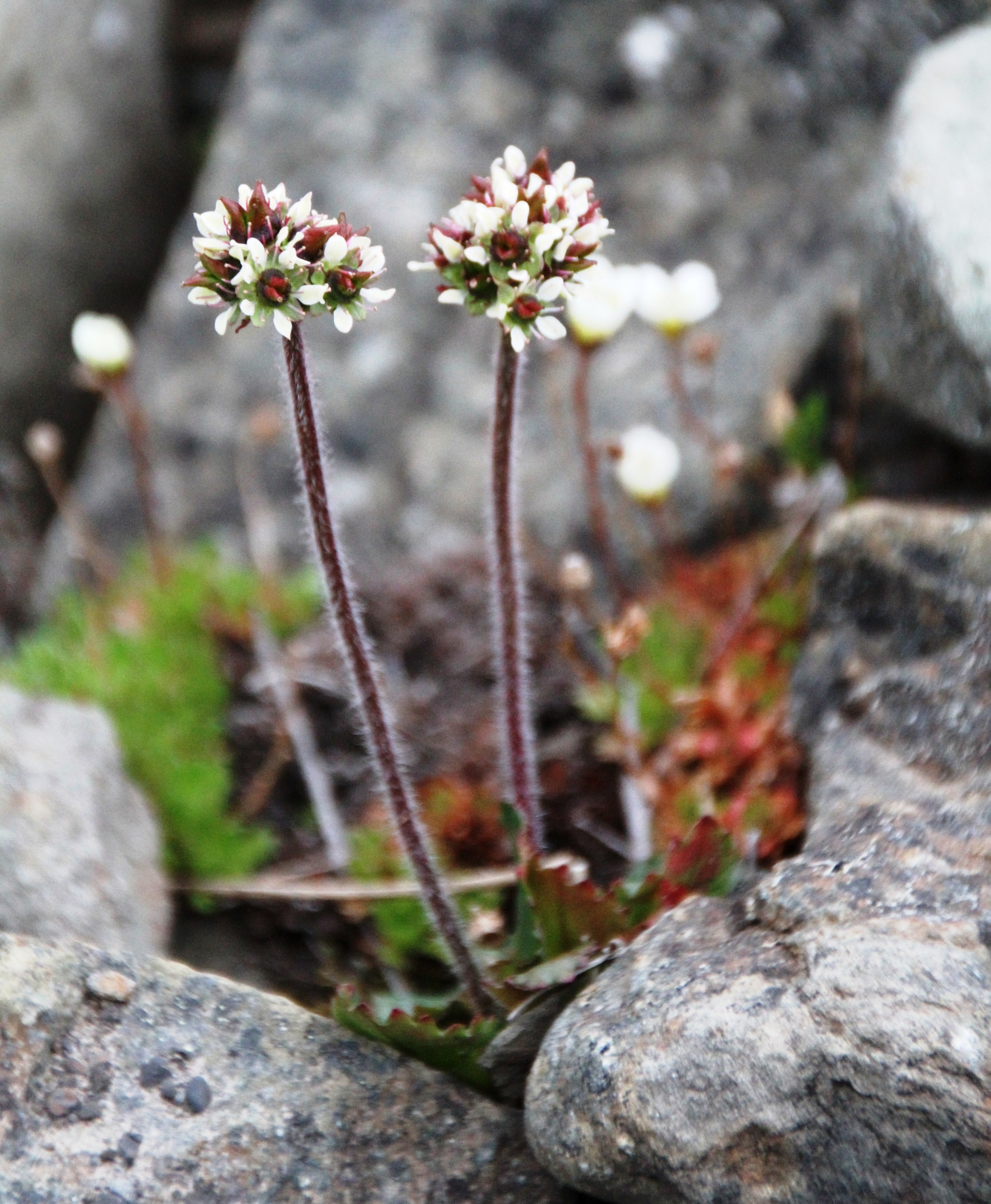
En su hábitat

Micranthes nivalis, antes Saxifraga nivalis, es una especie de planta  perteneciente a la familia Saxifragaceae.

## Descripción
Se encuentra en rocas húmedas o vegetación abierta en lugares sombríos, a menudo en montañas con ricos substratos. La especie no es muy tolerante en la competición por su supervivencia y se desarrolla en lugares inundados donde sobrevive en pequeñas colonias. S. nivalis es una especie perenne que se puede encuentran en Escocia; en Cumbria, su población es muy reducida, y está considerada en peligro de extinción. También se encuentra en el norte de Alemania, en Asia, en el este de Norteamérica y Groenlandia.

## Taxonomía
Micranthes nivalis fue descrita por (L.) Small y publicado en North American Flora 22(2): 136. 1905.
Etimología
Saxifraga: nombre genérico que viene del latín saxum, ("piedra") y frangere, ("romper, quebrar"). Estas plantas se llaman así por su capacidad, según los antiguos, de romper las piedras con sus fuertes raíces. Así lo afirmaba Plinio, por ejemplo.
nivalis: epíteto latino que significa "de la nieve".
Sinonimia
- Dermasea nivalis (L.) Haw.
- Micranthes kumlienii Small
- Saxifraga nivalis L.
- Robertsonia nivalis (L.) Link
- Saxifraga kumlienii (Small) Fedde
- Saxifraga nivalis f. longipetiolata Engl. & Irmsch.
- Saxifraga obtusa Nasarow[3]

var. gaspensis (Fernald) B. Boivin
- Micranthes gaspensis (Fernald) Small
- Saxifraga gaspensis Fernald